# Reggae
Reggae je hudební styl, který vznikl, nebo spíše vznikal v průběhu 60. let na Jamajce. Jeho nejstaršími předchůdci je ska a rocksteady, tedy styly spjaté s americkým rhythm and blues, jazzem a soulem, v jejich textech se zřídkakdy objevovala rastafariánská tematika. To přišlo až začátkem 70. let, spíše se texty týkaly zábavy, občas se objevila i kritika na sociální situaci na Jamajce a nebo se týkaly výtržností páchaných rude boys, kteří byli hlavními přívrženci této hudby.
Reggae se dá vystopovat až koncem roku 1968, kdy se náhle vytrácí rocksteady a je nahrazeno novým rychlejším a intenzivnějším stylem: reggae. Důvod vzniku reggae byla nejspíš rivalita mezi malými producenty, jako byli Bunny Lee, Leslie Kong, Lee Scratch Perry apod., kteří se snažili svrhnout vynalézáním nových hudebních postupů hlavní producenty, a to Coxone Dodda a Dueka Rieda, kteří do té doby měli „monopolní“ postavení v jamajském hudebním průmyslu. Prvotní reggae (dnes zvané early reggae) nebylo tak pomalé jako dnes, texty se nesly stále v duchu 60. let a proto se týkaly spíše zábavy, alkoholu, žen, občas nějaká sociální kritika na adresu jamajské vlády a neustálé téma té doby rude boys a nebo se využívaly jen instrumentální verze. Mezi hlavní interprety prvotního reggae patřili Desmond Dekker, Toots and the Maytals, kteří svým rocksteady hitem Do the Reggay z roku 1968 reggae pojmenovali, ale také Upsetters Lee Perryho, dále Harry J all stars, Mr. Symarip, Laurel Aitken, King Stitt, Derrik Morgan, Joe the Boss a i Jimmy Cliff a Pioneers.

## Historie

### Roots reggae
Rastafariánství tehdy začalo sílit a mělo stále více příznivců také v řadách hudebníků hrajících reggae. Už nebylo pouhou náboženskou sektou ukrývající se v horách za Kingstonem, ale rostl jeho vliv na městské obyvatelstvo a veřejné mínění vůbec. Někdy kolem roku 1971 začaly touto naukou inspirované texty v reggae převažovat, zpěváci se stále více zabývali myšlenkami Marcuse Garveye (zakladatel této víry), nápravou Babylonu, návratem do své pravlasti Afriky a samozřejmě opojením marihuanou (ganja, sensemilia, herb, kaya). Někteří z rastafariánů zpěváků a dýdžejů (chápáno jako MCs) už koncem 60. let používali jako podklad ke svým textům osvědčené rock steady hity, jichž využíval hlavně D.J. U-Roy, který na rozdíl třeba od Boba Marleyho, který se v té době věnoval nově vznikajícímu reggae, vsadil na staré osvědčené hity. Tento postup zůstal v oblibě po mnohá další desetiletí. Rastafariáni také do reggae vnesli další prvek, který ho zpomalil, bubnování nyabinghy. Další změnou v reggae bylo častější využívání vokálů a přizvukujících dechů, podobně jako v rock steady. Rock steady se pro reggae stalo jakýmsi vzorem, začaly se opět předělávat staré hity, nově s rasta tematikou. Vzniklo roots reggae, které proslavili hudebníci jako Dennis Brown, Burning Spear, I-Roy, Third World, Black Uhuru, Gregory Isaacs, John Holt, Big Youth, Culture, Israel Vibration, Horace Andy. Avšak největší hvězdou byl bezesporu Bob Marley, který v té době působil spolu s Peterem Toshem a Bunny Livingstonem v kapele The Wailers, která reggae proslavila ve světě. Když se Wailers v roce 1975 přejmenovali na Bob Marley and the Wailers, tak se Peter a Bunny vydali na sólovou dráhu a kapelu opustili. V té době je nahradilo vokální trio I Threes, kteří s Bobem vydrželi až do jeho smrti v roce 1981. Peter Tosh vydal v roce 1976 desku Legalize It se stejnojmenným hitem, který se v Americe nesměl hrát. Roots reggae se stalo v Anglii oblíbené také u punkerů, protože se jim líbilo, jak se tato hudba staví k systému, ke společnosti, válkám, politikům. Bob Marley dokonce natočil s britskou reggae kapelou Aswad písničku Punky Reggae Party a The Clash předělali hit Juniora Murvina Police and Thiev.

### Dub
Dub vznikl přibližně ve stejnou dobu jako reggae, úplnou náhodou. King Tubby při práci pro Coxona Dodda nemohl zakomponovat zpěvákův hlas do instrumentální verze, a tak se nahrála bez vokálů. Na produkci sound systémů měla úspěch, a proto se Tubby rozhodnul, že v tom bude pokračovat. Začal zvukově upravovat instrumentální verze tím, že je omezil pouze na bicí a basu, postupem času se pak přidávaly i složité zvukové efekty a syntezátory. Toho okamžitě využili dýdžejové, kteří mohli pouštět hudbu bez přestávky. Ze začátku se dubu říkalo jenom version, protože se objevoval na B stranách singlů jako jejich upravená verze. King Tubby se stal opravdovým králem této odnože reggae muziky. Dub byl populární hlavně v 70. letech a věnoval se mu i Lee Scratch Perry, mezi jinými stojí za zmínku také Mad Professor, Augustus Pablo, Jah Shakka a Dub Syndicate.

### Dancehall a počátky ragga
Před volbami 1978 vypukl na Jamajce teror a pouliční nepokoje, po volbách vláda omezila sociální dávky, a to se promítlo v náladě lidí, tedy i zpěváků a dýdžejů. Lidé už nebyli zvědaví na optimistické rasta texty, už neměli náladu na písně o jednotné lásce a návratu do pravlasti, chtěli si užívat teď a právě tady a to bylo na parketu (dancehall – taneční sál). Pomalu odcházející „dobrá nálada“ byla důvodem, proč se zpěváci (ať už byli rastamani či ne) začali zabývat tématy, které více souvisely s obyčejným životem v ghetu. Bylo mnohem důležitější se prosadit v tanečním sále, než ve studiu nebo na pódiu. Velmi oblíbené začaly být sexistické texty a texty týkající se zbraní a drog, protože koncem 70. let se na Jamajku začal pašovat ve velkém kokain a i mnozí zpěváci a dýdžejové mu propadli (Dennis Brown, Dillinger, Gregory Isaacs). Hudba byla stále stejná, a jako podklady se využívaly klasické dubové a roots reggae rytmy - riddim(s) (z angl. rhythm(s)). Stále oblíbenější byli dýdžejové než zpěváci např.: General Echo, Sister Nancy, Nigger Kojak, Barrington Levy, Yellowman, Eek-a-Mouse, který je spíš považován za singjaye, protože napůl zpívá a toastuje. Dancehall dal prostor i pro nové producenty, mezi nejznámější patří: Joe Gibs a King Jammy, který vyprodukoval většinu tehdejších hitů. Rastafariánské texty samozřejmě nevymizely, ale bylo jich méně a některé roots reggae kapely se prosadily i v 80. letech, jako například Steel Pulse. Také Peter Tosh byl velice aktivní až do své tragické smrti v roce 1987. V roce 1981 umírá Bob Marley a většina hvězd reggae 70. let upadá do zapomnění. V první polovině 80. let se stává nejpopulárnějším dýdžejem Yellowman, který zásadně ovlivňuje toasting jako takový, a dává mu novou formu, kterou známe dnes jako raggamuffin. Jeho popularita v 2. polovině 80. let poněkud opadla. V půli 80. let bylo zřejmé, že se dancehall stále více hudebně vzdaluje od klasického reggae a dubu, stále větší důraz byl kladen na 3. dobu a na bicí. Tyto změny vyvrcholily v roce 1985 písní Under Mi Sleng Teng od Wayneho Smithse. Tato píseň byla revoluční tím, že byla prvním velkým jamajským hitem vytvořeným pouze pomocí počítače a syntezátorů. Je možné ji označit jako první velký ragga hit. V dancehallu se od té doby začalo více využívat ragga, než klasické duby a reggae riddimy a proto se začalo užívat označení ragga i pro dancehall. V té době se také vynořila nová generace dýdžejů, kteří byli v první polovině 80. let téměř neznámí. Mezi nejznámější patří asi Shabba Ranks a dále pak Ninjaman a Supercat. Digitalizace, která postihla dancehall, se samozřejmě v té době nevyhnula ani reggae, ale přesto se i reggae hrálo také instrumentálně, na rozdíl od ragga.

### Reggae a ragga v 90. letech
V 90. letech se stal populárním D-jayem Buju Banton se svými hitem Boom bye bye. Později přijal rastafariánství a začal se zabývat jinou tematikou ve svých textech. Devadesátá léta přinesla rasta texty i do ragga. Největší podíl na tom měli rastamani ze sekty Bobo Ashanti, kteří se v předchozích desetiletích vůbec reggae nezabývali. Bylo to způsobeno hlavně tím, že zakladatel této sekty Prince Emanuel tvrdil, že reggae je jen obchod a tudíž babylon a proto se Bobo dreadi zabývali jen nyabinghy bubnováním. Prvním takovým známým Bobo dreadem v ragga byl Capleton, který se také zabýval spolu s Bounty Killerem hip hopem a občas se objevily i na nějakém tom hip hopovém albu jako hosté. Spojování raggamuffinu s hip hopem bylo v 90. letech velmi oblíbené, také se ragga vokály začaly využívat hojně v Anglii nově vznikajícím stylu: jungle. Asi nejznámějším interpretem, jehož hity se v junglu využívaly, byl General Levy, který, aniž by o tom věděl, byl nekorunovaným králem junglu, i když se věnoval ragga. Mohlo by se zdát, že roots reggae už nadobro odzvonilo, ale i v 90. letech se vynořila nová vlna zpěváků mezi ně patří: Evreton Blender, Tony Rebel, Luciano, Yammi Bolo a stále populární byl také Cocoa tea, který se prosadil v 80. letech. Znovu se na pódiích objevil veterán ze zlaté éry roots reggae Horace Andy, který v té době spolupracoval s britskými Massive Attack. Dokonce i Dennis Brown a Gregory Isaacs stále udávali směr v roots reggae, ale Dennis Brown v roce 1999 zemřel a Gregory Isaacs se odmlčel.

### Reggae sound v 21. století
Dnešní reggae je charakteristické propojeností s dancehallem, protože hodně interpretů především ze sekty Bobo Ashanti se věnuje jak dancehallu, tak i roots reggae. Mezi nejznámější patří asi Anthony B, Sizzla a Capleton. Ragga značně změnilo svou tvář, hudebně se mnohem více vzdálilo od reggae, proto se začalo používat opět označení dancehall. Nových interpretů je mnoho, směr udávají především rastamani ze sekty Bobo Ashanti, v roots reggae se prosadil Richie Spice a Jah Cure, ale většinou jsou stále populární interpreti z 90. let, jako je třeba Buju Banton, v dancehallu je úspěšný Elephant man, Lady Saw a Beenie man, který je považován za dnešního krále dancehallu. Jak v reggae, tak i v dancehallu se stále více využívají počítače. Také se prosadili jak doma a ve světě, tak především i na Jamajce bílí reggae interpreti, jako je Gentleman z Německa a v poslední době populární Alborosie z Itálie se svým hitem Kingston town. V 70. letech by toto bylo absolutně nepřípustné, většina rastamanů bílé už respektovala, ale reggae považovali jen a jen za svou hudbu.

## Rozšíření reggae

### Reggae ve světě
Asi nejslavnější a nejpopulárnější osobností reggae byl Bob Marley (6. února 1945 – 11. května 1981). Už ve svých 16 letech začíná profesionálně zpívat a později účinkuje ve skupině The Wailers. Po vydání alba Natty dread se stal hvězdou celosvětového formátu. Další z osobností reggae je Peter Tosh, který byl spoluzakladatelem The Wailers. Z žen, zabývajících se hudbou reggae, lze jmenovat například Marcii Grifiths, Dawn Penn, Sister Nancy, Lady Saw. Ze zpěváků populární hudby ale i např. Shaggy.

### Reggae v Česku
V České republice bývalo reggae spíše menšinovým žánrem, i když jeho obliba stále stoupá. Jednou z nejvýznamnějších českých skupin hrající reggae je Švihadlo, která existuje již od roku 1983 a prvky reggae užíval ve svých písních často i Yo Yo Band. Jednou z prvních opravdových reggae kapel byla ovšem skupina Babalet, kterou založil v roce 1984 dnes již nežijící „první český rastaman“ zpěvák Aleš Drvota (1954–1987). Kapela Babalet působí s různými přestávkami dodnes. Vystřídali se v ní například zpěváci Bourama Baaji a především Martin Tankwey, se kterým kapela natočila tři CD. Jejich příbuzná kapela je velmi známá skupina Hypnotix hrající dub, podobně jako Dub-o-Net. Další známá kapela je kapela Urban Bushman či Confessions. Tato hudební skupina vychází ze stylu roots reggae. Poměrně mladá kapela Pub Animals svým debutovým albem naskočila na vlnu reggae a ska s prvky popu. United Flavour je mezinárodní kapela působící v ČR. Jejich styl se pohybuje mezi reggae, R&B a latino. K dalším kapelám patří např. Zion Squad, Mr. Cocoman & The Solid Vibes, Lion Taxi, Bug & Dub, Zoo Roots anebo Riddimshot. Od roku 2011 nesmíme opomenout projekt Sklizeň, který se vyklubal ze široké spolupráce zpěváků okolo Cocomanova producentského alterega Coco Jammin. Také se začíná dost prosazovat hodně talentovaný zpěvák reggae z Českých Budějovic Colectiv. Stále se rodí nové projekty a je možné, že reggae se v ČR stane stejně populární jako hudební styl ska.

#### Reggae v Praze
Poměrně výrazně je reggae zastoupeno v kulturním životě Prahy, kde se stává poměrně oblíbeným hudebním stylem. Stále častěji se zde pořádají reggae koncerty, pravidelně hrají pražští DJs v mnoha klubech, jako například Cross, Palác Akropolis, Lucerna Music Bar, Wakata a další. Do Prahy jezdí hrát hvězdy jamajského reggae (Max Romeo, Yellowman, Daddy Rings, Sizzla Kalonji, Anthony B). Také se do Česko Slovenské SuperStar přihlásil Michal Šeps, který skončil na 3. místě.

## Terminologie reggae
- Dancehall - prostor nebo místnost, kde se reprodukovaně hraje hudba nebo styl, dříve známý jako ragga
- Riddim - označení pro instrumentální verzi písně (ne však pro dub)
- Toasting nebo raggamuffin - hlasový projev spojující techniku rapu a zpěvu
- Rude boy - označení pro výtržníky, pouliční zlodějíčky, kteří byli populární hlavně v 60. a 70. letech
- D.J. - osoba využívající toasting jako svůj hlasový projev
- Babylon - rastafariánské označení pro dnešní svět nebo systém

## Reggae festivaly
Hudbě reggae, případně příbuzným žánrům, je věnována řada každoročních reggae festivalů. K světově nejznámějším patří Sunssplash v Ocho Rios na Jamajce a Sumfest v Montegu Bay také na Jamajce. Z evropských lze jmenovat festivaly: Soča Reggae Riversplash ve Slovinsku, Notting hill Carnival v Británii a Uppsala Reggae Festival ve Švédsku.

### Reggae festivaly v Česku
K nejvýznanějším reggae festivalům na českém území patřil Reggae Ethnic Session v Heřmaničkách u České Lípy, který již v současnosti nefunguje. Časozběr Reggae a Mighty Sounds, dále pak festivaly Pohodička, Reggae Meeting, Cultural Reggae Vibez v Hořicích, Reggae Area v Ústí nad Labem, Reggae v Parku v Olomouci atd.